# Ситник трилусковий
Ситник трилусковий (Juncus triglumis) — вид трав'янистих кореневищних багаторічних рослин родини ситникові (Juncaceae).

## Опис
Стебла до 20 см, прямовисні, 0.3–0.5 мм діаметром. Листки всі приземні, до 10 см. Суцвіття прості головчасті, з (2)3(5) квітами. Листочки оцвітини рівні, тупуваті, іржаво-бурі. Коробочка 4–5.5 мм, 3-гранна, темно-бура, з коротким носиком. Насіння рудувато-коричнева або темніша, веретеноподібна, корпус 0.5–1 мм, хвостик 0.6–1 мм. Вітрозапильний.

## Поширення
Вид поширений у помірних та гірських районах у Північній Америці (Гренландія, Канада, США), Європі (у т.ч. Україна) та Азії. Виростає у вологих, заболочених ділянках, краях мілководних гірських басейнів, на дрібних торф'яних ґрунтах, часто на вапняних ґрунтах з рухомою водою.
В Україні росте у субальпійському поясі Карпат.

## Галерея

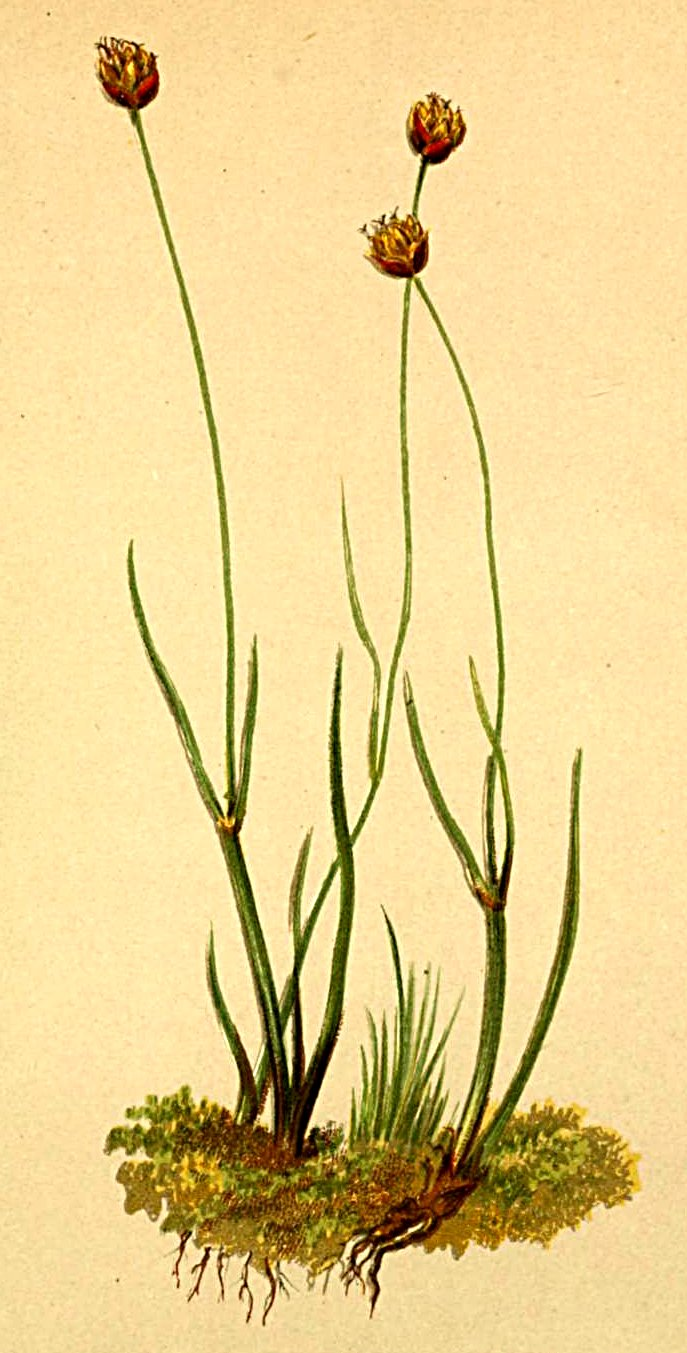